# SNRNP25
SNRNP25 (англ. Small nuclear ribonucleoprotein U11/U12 subunit 25) – білок, який кодується однойменним геном, розташованим у людей на 16-й хромосомі. Довжина поліпептидного ланцюга білка становить 132 амінокислот, а молекулярна маса — 15 270.
| 10         |  | 20         |  | 30         |  | 40         |  | 50         |
| ---------- |  | ---------- |  | ---------- |  | ---------- |  | ---------- |
| MDVFQEGLAM |  | VVQDPLLCDL |  | PIQVTLEEVN |  | SQIALEYGQA |  | MTVRVCKMDG |
| EVMPVVVVQS |  | ATVLDLKKAI |  | QRYVQLKQER |  | EGGIQHISWS |  | YVWRTYHLTS |
| AGEKLTEDRK |  | KLRDYGIRNR |  | DEVSFIKKLR |  | QK         |  |            |

A: Аланін

C: Цистеїн

D: Аспарагінова кислота

E: Глутамінова кислота

F: Фенілаланін

G: Гліцин

H: Гістидин

I: Ізолейцин

K: Лізин

L: Лейцин

M: Метіонін

N: Аспарагін

P: Пролін

Q: Глутамін

R: Аргінін

S: Серин

T: Треонін

V: Валін

W: Триптофан

Задіяний у таких біологічних процесах, як процесинг мРНК, сплайсинг мРНК. 
Локалізований у ядрі.